# Gloria-Palast

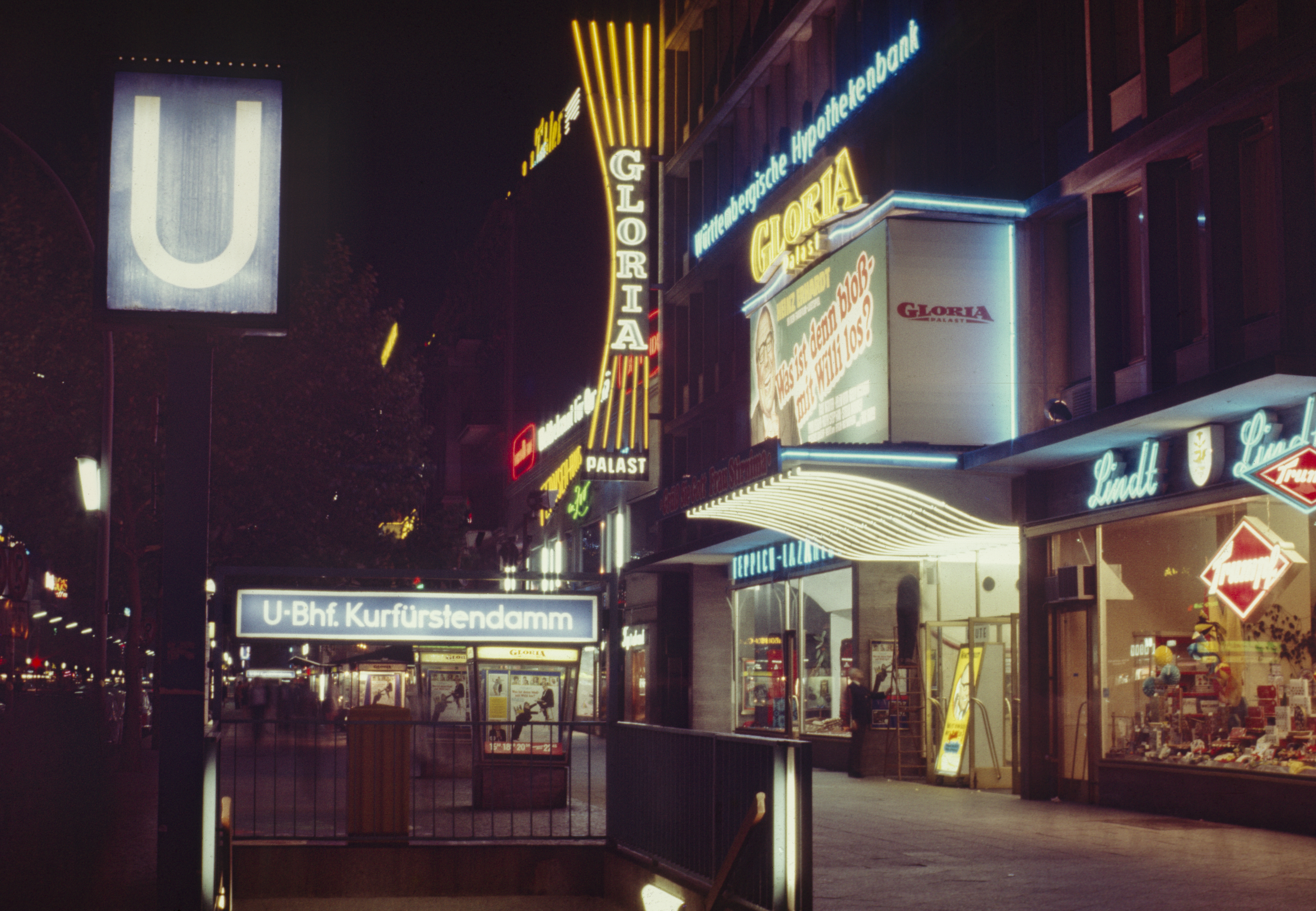
Gloria-Palast bei Nacht, um 1970

Der Gloria-Palast war ein bedeutendes Kino im Berliner Ortsteil Charlottenburg am Kurfürstendamm 10/10a, später Kurfürstendamm 12/13. Es bestand von 1925 bis zur Kriegszerstörung 1943 und nach dem Wiederaufbau von 1953 bis 1998. Danach musste das Kino anderen Nutzungen weichen, schließlich wurde das Gebäude im Jahr 2017 abgerissen.

## Geschichte

### Gloria-Palast im Romanischen Haus

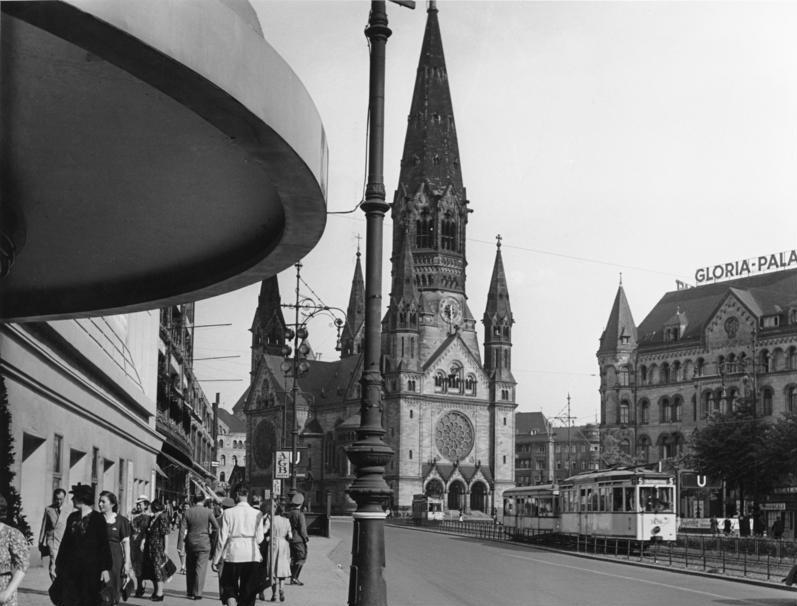
Kaiser-Wilhelm-Gedächtniskirche und der erste Gloria-Palast (rechts), um 1940

Der neobarocke Kinosaal wurde 1924–1925 nach Planung der Berliner Architekten Ernst Lessing und Max Bremer in das erste bis dritte Obergeschoss des Ersten Romanischen Hauses eingebaut, das 1894–1896 nach Entwurf von Franz Schwechten entstanden war. Um die stilistisch auf die gegenüberliegende Kaiser-Wilhelm-Gedächtniskirche bezogene Fassade zu erhalten, wurde kein neues Gebäude errichtet, sondern das vorhandene entkernt sowie sein Innenhof überbaut. Das Kino war mit 1200 Sitzplätzen ausgestattet.
Der Gloria-Palast eröffnete am 26. Januar 1926 mit einer Pantomime von Frank Wedekind und Friedrich Wilhelm Murnaus Verfilmung von Molières Tartuffe. Im Jahr 1930 wurde im Gloria-Palast am 1. April der Film Der blaue Engel sowie am 15. August der Film Unter den Dächern von Paris von René Clair uraufgeführt.
Am 15. Juli 1935 versammelte sich eine Menschenmenge vor dem Gloria-Palast und griff vermeintlich jüdisch aussehende Passanten tätlich an. Damit begann der Kurfürstendamm-Krawall von 1935.
Im Zweiten Weltkrieg wurde 1943 das Kino bei einem alliierten Luftangriff durch einen Bombentreffer und dem nachfolgend eintretenden Brand zerstört.

### Nachkriegsbau

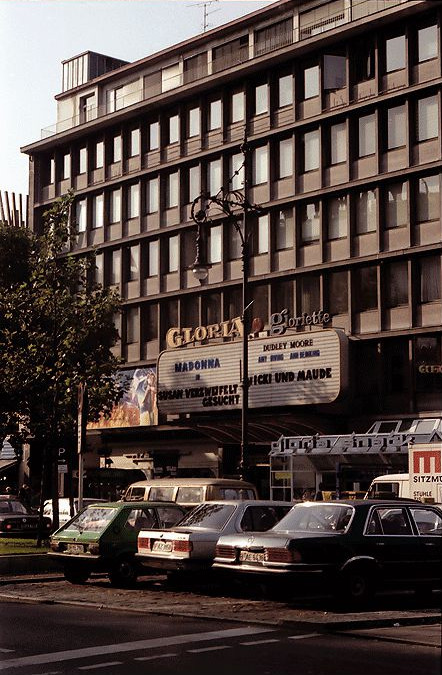
Neuer Gloria-Palast mit Gloriette, 1985

Nach dem Krieg entstand das zerstörte Kino 1953 auf einem Teilstück des ehemaligen Baugrunds neu: Auf dem Grundstück Kurfürstendamm 12 errichteten die Architekten Siegfried Fehr und Gerhard Jäckel einen fünfgeschossigen Stahlbetonskelettbau mit Rasterfassade. Für einige Jahre war das Kino einer der Austragungsorte der Internationalen Filmfestspiele (Berlinale).
Im Jahr 1971 wurde der Saal umgebaut. Ein Jahr später kam ein kleiner Saal, die Gloriette, im Untergeschoss hinzu. Im Jahr 1986 wurden beide Säle im Zuge des Neubaus der Gloria-Passage komplett neu gebaut, in um 90 Grad gedrehter Ausrichtung.
Am 15. August 1998 wurde der Gloria-Palast geschlossen. Von dem ehemaligen Kino waren nach Umbauten noch das unter Denkmalschutz stehende und restaurierte Foyer mit dem Kassenhäuschen und der Wendeltreppe sowie die ebenfalls denkmalgeschützte Leuchtreklame an der Fassade erhalten. Anfang der 2000er Jahre wurde die Centrum Holding und RFR (Frankfurt am Main) Eigentümer der Immobilie. Im September 2008 eröffnete das Jeanslabel Replay in dem ehemaligen Kino sein zweites Geschäft in Berlin. 2015/2016 legte der Eigentümer ein Gutachten vor, das die Fassade der 1950er Jahre als nicht mehr standfest auswies. Er stellte einen Antrag auf (Teil-)Abriss und Um- bzw. Neubau. Anfang 2017 fiel die Entscheidung, dass der Gloria-Palast bei Aufhebung des Denkmalschutzes abgerissen werden darf, weil bei einer notwendigen Sanierung des früheren Kinos die „denkmalbestimmende Substanz“ nicht erhalten werden kann.

## Neubau desGloria Berlin
Nach dem erfolgten Abriss des Gebäudes Anfang 2017 entstand nach Plänen der Architekten Ortner & Ortner das Gloria Berlin auf dem Grundstück Kurfürstendamm 12–15. Es handelt sich um einen Stahl-Glas-Komplex aus zwei Büro- und Geschäftshäusern, der mit einigen kleinen Details als „Erinnerungsbau“ gestaltet wurde. Das benachbarte historistische Gebäude wird unter Leitung der Architekten Petra und Paul Kahlfeldt denkmalgerecht saniert und gehört ebenfalls zum Projekt Gloria Berlin. Vom alten Gloria-Palast wurden die Neonreklame, die Wendeltreppe und das Kassenhäuschen aus dem Foyer vorerst eingelagert. Die Kosten für das Neubau-Projekt werden mit „mehrere[n] hundert Millionen“ Euro angegeben. Die Arbeiten verzögerten sich jedoch, weil die Gestaltung des Neubaus und das Nebengebäude der Gesamtsituation dem Baukollegium nicht angemessen erschien. Insbesondere seien die baulichen Anschlüsse an die Nachbarhäuser, die auf dem Dach projektierte Technik nicht in die Architektur integriert und die reale Teilung der beiden Häuser nicht deutlich gewesen, da es nur einen Eingang geben sollte. Im Oktober 2017 wurde der geänderte Entwurf mit deutlicher Fassadentrennung beider neuen Gebäude sowie einer Rückstaffelung des obersten Geschosses für die notwendige Gebäudetechnik vom Baukollegium angenommen. Oberirdisch sind je fünf Geschosse vorgesehen, unterirdisch entstand eine Tiefgarage. In den drei unteren Geschossen stehen rund 11.000 m² Nutzfläche für mehrere Einzelhandelsbetriebe bereit, die oberen enthalten Büroräume. Im Mai 2018 erfolgte der erste Spatenstich für den Neubau.